# 革新喀里多尼亚联盟
革新喀里多尼亚联盟（法語：Union calédonienne Renouveau，缩写为UC-R）是新喀里多尼亚的一个左翼政党。该党成立于2004年，分裂自喀里多尼亚联盟。该党只参加洛亚蒂群岛省议会选举。该党的意识形态是卡纳克民族主义、改良主义。该党主张新喀里多尼亚脱离法国独立。该党的主席是雅克·拉利耶（2019年—2024年，他任洛亚蒂群岛省议会主席）。该党是争取独立民族联盟的成员。